# برلين (جورجيا)
برلين (بالإنجليزية: Berlin, Georgia)‏ هي بلدة تقع في مقاطعة كولكويت، جورجيا بولاية جورجيا في الولايات المتحدة. تبلغ مساحتها 1.9 (كم²)، وترتفع عن سطح البحر 79 م، بلغ عدد سكانها 551 نسمة في عام 2010 حسب إحصاء مكتب تعداد الولايات المتحدة وتصل الكثافة السكانية فيها 313.2 نسمة/كم2.

## وصلات خارجية
- The US50 - Cities and Towns in Georgia State
- Georgia Cities and Towns, Facts, Map, Flag, Colleges, Government, and More